# La Tinaja, San Diego de la Unión
La Tinaja är en ort i Mexiko.   Den ligger i kommunen San Diego de la Unión och delstaten Guanajuato, i den centrala delen av landet, 280 km nordväst om huvudstaden Mexico City. La Tinaja ligger 1 989 meter över havet och antalet invånare är 245.
Terrängen runt La Tinaja är en högslätt. Runt La Tinaja är det ganska glesbefolkat, med 38 invånare per kvadratkilometer. Närmaste större samhälle är San Diego de la Unión, 12,7 km norr om La Tinaja. Omgivningarna runt La Tinaja är i huvudsak ett öppet busklandskap.